# 강동면 (강릉시)
강동면(江東面)은 대한민국 강원특별자치도 강릉시의 면이다.

## 개요
강동면은 18km에 이르는 긴 해안선이 발달한 곳으로 헌화로, 모래시계공원, 정동진해돋이축제, 강릉통일공원, 강동면 안인진리 일원에 위치한 안보체험 등산로인 안보등산로 등의 관광자원이 있다.

## 행정 구역
| 법정리   | 한자명   | 행정리                          |
| -------- | -------- | ------------------------------- |
| 모전리   | 茅田里   | 모전1리, 모전2리                |
| 산성우리 | 山城隅里 | 산성우리1리, 산성우리2리        |
| 상시동리 | 上詩洞里 | 상시동1리, 상시동2리            |
| 심곡리   | 深谷里   | 심곡리                          |
| 안인리   | 安仁里   | 안인1리, 안인2리                |
| 안인진리 | 安仁津里 | 안인진1리, 안인진2리            |
| 언별리   | 彦別里   | 언별1리, 언별2리                |
| 임곡리   | 林谷里   | 임곡1리, 임곡2리                |
| 정동진리 | 正東津里 | 정동진1리, 정동진2리, 정동진3리 |
| 하시동리 | 下詩洞里 | 하시동1리, 하시동2리, 하시동3리 |

## 문화재
- 송담서원 - 강원도 유형문화재 제44호

## 같이 보기
- 남항진동
- 옥계면
- 구정면